# Diplomys labilis
Diplomys labilis es una especie de roedor de la familia Echimyidae.

## Distribución geográfica
Se encuentra en Colombia, Ecuador, Panamá y Costa Rica.